# 세키역 (미에현)
세키역(일본어: 関駅, せきえき)은 일본 미에현 가메야마시에 있는, 서일본 여객철도의 철도역이다. 간사이 본선이 지나간다.

## 역 구조
상대식 2면 2선 구조의 지상역으로, 열차 교행이 가능하다. 역사는 "세키주쿠 마을회관"으로 쓰이고 있으며, 가메야마 시 관광협회의 사무소가 있다. 역 업무는 이 관광협회에서 대신 하고 있으며, 창구는 오전 7시부터 오후 4시까지만 영업한다. 가메야마 철도부가 관할하고 있다.

### 승강장
| 역사쪽 | ■ 간사이 본선 | 가메야마 방면    |
| 반대쪽 | ■ 간사이 본선 | 쓰게 · 가모 방면 |

## 역세권 정보
- 옛 도카이도 세키주쿠: 일본 정부 지정 중요전통적건축물군 보존지구 (가메야마 시 세키주쿠 전통적건축물군 보존지구)
- 세키 우체국
- 세키주쿠 도로 휴게소
- 가메야마 시청 세키 출장소 (구 세키 정사무소)

## 역사
- 1890년 12월 25일 - 간사이 철도가 욧카이치역에서 쓰게역까지 철도 노선을 개통함과 동시에 개업했다.
- 1907년 10월 1일 - 국유화에 따라 일본국유철도의 역이 되었다.
- 1909년 10월 12일 - 선로 명칭 제정에 따라 간사이 본선 소속이 되었다.
- 1987년 4월 1일 - 민영화에 따라 서일본 여객철도의 역이 되었다.

## 인접역
| 서일본 여객철도 간사이 본선 | 서일본 여객철도 간사이 본선 | 서일본 여객철도 간사이 본선 |
| --------------------------- | --------------------------- | --------------------------- |
| 가메야마 방면               | ■ 보통                      | 가부토 가모 방면            |